# イン・ザ・プール
『イン・ザ・プール』は、奥田英朗による日本の短編小説集およびその表題作、またそれを原作とした2005年の日本の映画作品。2019年に舞台化。『精神科医 伊良部シリーズ』の第1作。第127回直木賞候補になった。伊良部総合病院の地下にある神経科を訪れる人々と、彼らを診る医師を描いた作品。
以下の5編が収録されている。
- イン・ザ・プール（初出『オール讀物』2000年8月号）
- 勃ちっ放し（初出『オール讀物』2001年8月号）
- コンパニオン（初出『オール讀物』2001年11月号）
- フレンズ（初出『別冊文藝春秋』237号（2002年1月号））
- いてもたっても（初出『オール讀物』2002年3月号）

2009年10月、フジテレビ「ノイタミナ」枠で『空中ブランコ』のタイトルでシリーズがアニメ化される。本作からは「勃ちっ放し」（第2話）、「フレンズ」（第6話）、「いてもたっても」（第8話）が、また「コンパニオン」が「天才子役」のサブタイトルに変更され第9話でアニメ化される。

## 登場人物
伊良部 一郎（いらぶ いちろう）
精神科医。35歳。伊良部総合病院の息子。色白でデブでマザコン。「いらっしゃーい」と甲高い声で患者を迎える。愛車は黄緑色のポルシェ。注射フェチで、患者が来た時はとりあえず注射を打つ。神経は図太く、遠慮知らず。プールで好きなだけ泳ぎたいからと、窓ガラスを割って不法侵入を試みようとするなど、破天荒な性格。ボサボサの髪にはフケが浮き出ている。思ったことは何でも実行に移す主義。父親は日本医師会の理事。
マユミ
伊良部の助手を務める茶髪の若い看護師。美人だが愛想はない。ミニスカート等、セクシーなナース服に身を包み、露出狂かと思われるくらい肌（特に胸と太もも）を露出する。一人でいることを好み、友達もいないらしい。
大森 和雄（おおもり かずお）
「イン・ザ・プール」主人公。38歳。既婚。出版社勤務、主婦向けの月刊誌の編集部在籍。運動をするように伊良部に言われ、プールに通い始める。完璧なフォームとより長距離泳ぐことを求め、仕事中も泳ぐことばかり考えてしまい、やがて泳がずにいられなくなるプール依存症に。
田口 哲也（たぐち てつや）
「勃ちっ放し」主人公。35歳。サラリーマン。淫夢を見て勃起していたところ、棚から落ちてきた広辞苑が直撃し、鎮まらなくなる。伊良部総合病院の泌尿器科を訪れ、陰茎強直症と診断される。神経科に回される。
安川 広美（やすかわ ひろみ）
「コンパニオン」主人公。女優を目指すイベントコンパニオンだが、事務所の斡旋で結婚相談所のサクラもしている。毎日誰かに尾行されている気がして、眠れぬ日々が続き、友人の助言で神経科を訪れる。友人は自意識過剰だと言う。
津田 雄太（つだ ゆうた）
「フレンズ」主人公。高校2年生。どんな些細なことでも携帯電話でメールしてしまい、その回数は1日に200回以上におよぶ。片時も携帯を手放せなくなり、10分程度触っていなかっただけで、左手に震えの症状が出始め、親に勧められ神経科を受診。
岩村 義雄（いわむら よしお）
「いてもたっても」主人公。33歳。独身。ルポライター。タバコの火の始末の確認行為が習慣化し、止められなくなる。自ら強迫神経症と診断を下し、伊良部の元を訪れる。

## 映画
2005年5月21日公開。原作のうち、「イン・ザ・プール」「勃ちっ放し」「いてもたっても」を映画化。オムニバスでなく、3つの物語が微妙にリンクしながら並行して描かれる。

### 出演
- 伊良部一郎：松尾スズキ[2]
- 田口哲也：オダギリジョー
- 岩村涼美：市川実和子（原作では男）
- 大森和雄：田辺誠一
- マユミちゃん：MAIKO
- 佐俣教授：森本レオ
- 前西室長：岩松了
- 編集長：ふせえり
- 吉沢部長：きたろう（友情出演）
- 姫乃木医師：三谷昇
- ちはる
- 若宮医師：戸田昌宏
- 江口のりこ
- 真木よう子
- 藤田陽子
- 中村優子
- 松岡俊介
- プールの管理人：田中要次
- 鈴木一功
- 木下ほうか
- 加藤歩
- 中村教授：綾田俊樹
- 嶋田久作

### スタッフ
- 監督・脚本：三木聡
- プロデューサー：長松谷太郎、佐々木亜希子
- エグゼクティブプロデューサー：三木裕明、坂上直行
- 撮影：小林元
- 美術：花谷秀文
- 編集：高橋信之
- 音楽：坂口修
- 照明：堀直之
- 録音：高橋義照
- 装飾：田口貴久
- エンディングテーマ：シュガー・ベイブ「DOWN TOWN」
- テーマソング：大滝詠一「ナイアガラ・ムーン」

## 舞台
2019年に渡辺徹と内博貴の二人芝居により舞台化。

### キャスト (舞台)
- 伊良部一郎：渡辺徹
- 大森和雄：内博貴

### スタッフ (舞台)
- 上演台本・演出：笹部博司

### 日程 (舞台)
- 6月29日 新潟・りゅーとぴあ 新潟市民芸術文化会館
- 7月7日 兵庫・姫路キャスパホール
- 7月11日 - 15日 東京・あうるすぽっと
- 7月25・26日 兵庫県立芸術文化センター
- 7月27日 兵庫・滝野文化会館

## オーディオブック
2010年11月26日発売、ダイスクリエイティブ。キャストはつきねこ座のメンバー。
声は、左がつきねこ座でのキャラクター名、右の括弧内が声優名。
CDという媒体のみならず、オトバンクの『FeBe』で配信されている。「勃ちっ放し」「いてもたっても」はCDには収録されておらず、『FeBe』でのみ視聴購入可能である。
伊良部
声 - J太（CV：坂巻学）
マユミ
声 - しのぶ（CV：森谷里美）
語り
声 - サトシ（CV：市来光弘）

### イン・ザ・プール
和雄
声 - うみぶた劇団員（CV：寺井智之）

### コンパニオン
広美
声 - ゆうき（CV：喜多村英梨）
厚子
声 - バーバラ（CV：桑門そら）

### フレンズ
雄太
声 - ガイネ（CV：越田直樹）
コージー
声 - ジュリア（CV：山本綾）

### 勃ちっ放し
哲也
声 - うみぶた座長（CV：高橋英則）
佐代子
声 - さつき（CV：阿久津加菜）
ミドリ
声 - のぞみ（CV：五十嵐裕美）

### いてもたっても
義雄
声 - 山本兼平